# Acme Motor Truck Company
Die Acme Motor Truck Company war ein US-amerikanischer Nutzfahrzeughersteller, der von 1917 bis 1931 Lastwagen mit Nutzlasten bis zu 5,5 Tonnen, Sattelschlepper-Zugmaschinen mit Zuglasten bis knapp 7 Tonnen und Omnibusse mit 16 bis 21 Plätzen produzierte. Verwendet wurden überwiegend Vierzylindermotoren von Continental und vereinzelt Sechszylinder des gleichen Herstellers. Der Markenname war Acme. Das Unternehmen war Nachfolgerin der Cadillac Auto Truck Company in Cadillac, Michigan, die von 1915 bis 1917 den Cadillac-LKW herstellte.

## Cadillac Auto Truck Company
Das 1915 in Cadillac, dem County Seat des Wexford County in Michigan gegründete Unternehmen produzierte überwiegend leichte und mittelgroße Lastwagen. Es gehörte zu den Herstellern, die auf dem freien Markt Komponenten zukauften und daraus ihre Fahrzeuge konfektionierten. Diese wurden entsprechend als „Assembled vehicles“ bezeichnet; diese Produktionsmethode war üblich und neben der Nutzfahrzeugbranche auch bei Automobil- und Traktorherstellern verbreitet.
Frühe Cadillac-LKW waren mit Nutzlasten von 0,75 bis 3,5 sh. tn. (ca. 680 bis 3175 kg) erhältlich. Wie auch alle späteren Erzeugnisse des Unternehmens wurden sie von Continental-Motoren angetrieben, in diesem Fall durchweg Vierzylinder. Das kleinste Modell hatte einen Radstand von 128 Zoll (3251 mm) und kostete US$ 1290,-.
Es gibt keinen Bezug zum Automobilhersteller Cadillac, der seinen Namen direkt von Antoine Laumet de La Mothe, Sieur de Cadillac ableitete; dieser war zugleich Namensgeber des Orts Cadillac, in dem die Cadillac Auto Truck Company gegründet wurde. Nach einer erfolgreichen Klage dieses älteren und bekannteren Automobilherstellers war das Unternehmen gezwungen, Firmen- und Markennamen zu ändern. Es gibt keinen Anhaltspunkt, dass dies mit größeren technischen Änderungen einher ging. Statt dem Dreivierteltonner wurde 1917 ein Acme Model B mit 1 sh. tn. (915 kg) Nutzlast und 130 Zoll (3302 mm) Radstand angeboten. Mit US$ 1575,- war es allerdings deutlich teurer. Die Daten des 2- und 3,5-Tonners dürften mit den entsprechenden Cadillac-Modellen übereinstimmen.

## Acme Motor Truck Company
So entstanden 1917 (nach einer abweichenden Quelle: 1919) Acme Motor Truck Company und die Marke Acme. In einer Publikation für das Modelljahr 1917/1918 erscheint der Markenname Acme Truck noch in Verbindung mit dem Firmennamen Cadillac Auto Truck Co. Unberücksichtigt bei diesem Namenswechsel blieb offensichtlich, dass auch Acme ein problematischer Name war, der in vielen Branchen rege worden ist. Dies auch von anderen Motorfahrzeugherstellern; so produzierte der Wagenbauer und Nutzfahrzeughersteller Acme Wagon Company in Emigsville (Pennsylvania) (gegründet 1888) von 1916 bis 1919 ebenfalls Lastkraftwagen mit diesem Markennamen. Das Wort Acme bedeutet „Reife“ oder „Höhepunkt“.
Im Ersten Weltkrieg erhielt das Unternehmen Regierungsaufträge für Armee-Krankentransportwagen. Dazu liegen keine weiteren Angaben vor, es ist jedoch naheliegend, dass vom vorhandenen Acme Model B ausgegangen wurde.

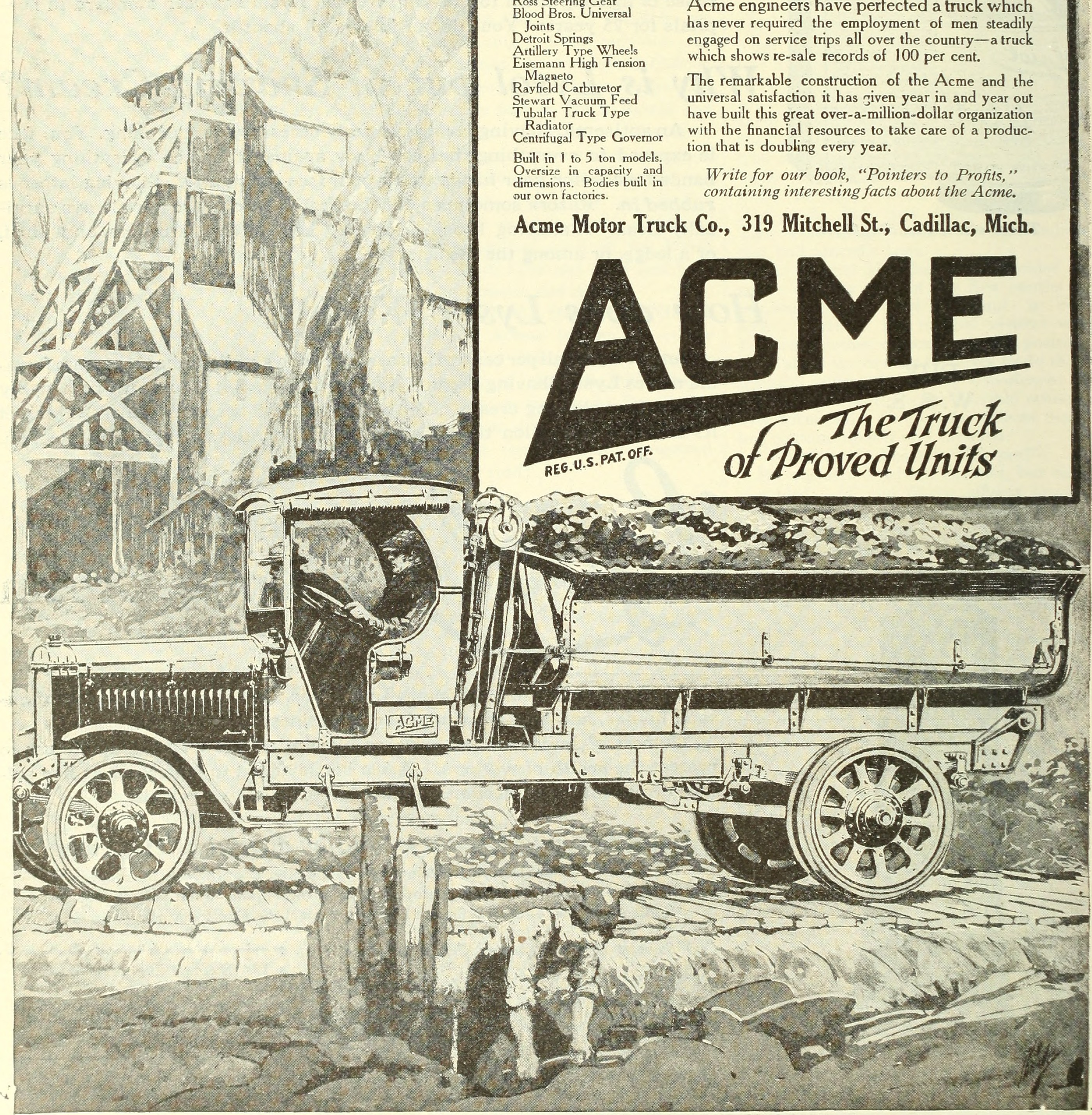
Anzeige für Acme-Lastwagen von 1 bis 5 sh. tn. Nicht alle Hersteller von Assembled vehicles gingen so offen mit der Herkunft ihrer Komponenten um (1919).

Die Nachkriegsproduktion wurde mit den Acme-Modellen A, B und C mit Nutzlasten von 2, 1 respektive 3,5 sh. tn. aufgenommen. Diese Fahrzeuge hatten Vierzylindermotoren unterschiedlicher Größe.
Schon 1919 warb das Unternehmen mit Nutzlasten bis 5 sh. tn.
1924 umfasste die Lieferpalette als kleinstes Modell den neuen Lieferwagen Acme Flyer mit 1 sh. tn. Nutzlast. Das Fahrzeug hatte einen Radstand von 130 Zoll (3302 mm), einen Continental S4 Motor, Getriebe und Kupplung von Brown-Lipe, AutoLite-Elektrik, Columbia-Achsen und Smith-Räder der Dimension 30x5 Zoll. Das nächstgrößere Modell war der Anderthalbtonner 20L, der sich durch einen um 6 Zoll (15,2 cm) längeren Radstand, einen stärkeren Continental R8 Vierzylindermotor, Bosch-Elektrik, Timken-Hinterachse und Bimel-Räder der Dimension 34x5 Zoll unterschied. Die größeren Modelle hatten stärkere Vierzylindermotoren, Cotta-Getriebe, Borg & Beck-Kupplungen, Eisemann-Magnetzündungsanlagen und ebenfalls Timken-Hinterachsen. Es gab zwei Modelle mit 2,0 sh. tn. (1815 kg) Nutzlast, drei mit 3,0 sh. tn. (2720 kg) und je eines mit 4,0 sh. tn. (3630 kg) resp. 5,0 sh. tn. (4530 kg). 1925–1926 wurde zudem das Model 125 mit 6,0 sh. tn. (5440 kg) angeboten; es war zugleich der LKW mit der größten Nutzlast dieses Herstellers. Der längste Acme-Truck war der Dreitonner Model K mit einem Radstand von 200 Zoll (5080 mm).
Im gleichen Jahr wurden auch Zugmaschinen für Sattelschlepper in das Programm aufgenommen. Lieferbar waren sie in den Baureihen 40, 40L, 60, 60L, 90 und 125.
In der zweiten Hälfte der 1920er Jahre wurden zudem Omnibusse mit 16 und 21 Plätzen hergestellt.
1927 übernahm das Unternehmen die United Motors Products Company in Grand Rapids (Michigan). Eine einzelne Quelle spricht in diesem Zusammenhang von einer Fusion
Das Unternehmen wurde als Abteilung von Acme vorerst weitergeführt und auch der Markenname United blieb erhalten.
Im gleichen Jahr erschien eine Acme-Zugmaschine mit Sechszylindermotor und einer Anhängelast von 7,5 sh.tn. (6,8 Tonnen).
Die Weltwirtschaftskrise traf das Unternehmen früh. 1930 musste United eingestellt werden und im folgenden Jahr schloss auch die Acme Motor Truck Company.
Eine einzelne Quelle nennt Acme den "Rolls"(-Royce) unter den LKW (Ils étaient considérés comme les "Rolls" des camions.)

## Modellübersicht (unvollständig)
Zu diesen Modellen liegen nur unvollständige Angaben vor. Das Rating bezieht sich auf die N.A.C.C-Formel.
Von den Omnibussen ist nur bekannt, dass sie ein eigenes Fahrgestell mit Continental-Motoren hatten und mit 16 oder 21 Sitzplätzen angeboten wurden.

### Cadillac-Lastkraftwagen
| Modelljahr    | Modell Rating    | Nutzlast sh. tn. / kg | Motor Hersteller | Leistung bhp | Radstand Zoll/mm | Bemerkungen                                                                                       |
| ------------- | ---------------- | --------------------- | ---------------- | ------------ | ---------------- | ------------------------------------------------------------------------------------------------- |
| 1915–1917     | Model A 27,23 HP | 2,0 / 1815            | R4 Continental   | 40 bhp       | 148 / 3760       | Daten Model A ab 1917.                                                                            |
| 1915–?        | Model B?         | 0,75 / 680 kg         | R4 Continental   |              | 128 / 3251       | Modellname unklar; ist nach 1917 nicht mehr nachweisbar.                                          |
| ca. 1916–1917 | Model B 19,60 HP | 1,0 / 915             | R4 Continental   | 30 bhp       | 130 / 3302       | Nachfolger des 0,75-Tonners. Einführungsjahr unklar. Belegt als Acme Model B ab 1917; Daten 1917. |
| 1915–1917     | Model C 32,4 HP  | 3,5 / 3175            | R4 Continental   | 48 bhp       | 168 / 4267       | Daten Model C ab 1917.                                                                            |

### Acme-Lastkraftwagen
| Modelljahr      | Modell Rating    | Nutzlast sh. tn. / kg | Motor Hersteller   | Leistung bhp | Radstand Zoll/mm | Bemerkungen                                                                                       |
| --------------- | ---------------- | --------------------- | ------------------ | ------------ | ---------------- | ------------------------------------------------------------------------------------------------- |
| 1917 – ca. 1918 | Militär-Ambulanz |                       |                    |              |                  | keine technischen Daten verfügbar.                                                                |
| 1917 – ca. 1923 | Model A 27,23 HP | 2,0 / 1815            | R4 Continental     | 40 bhp       | 148 / 3760       | Timken-Hinterachse                                                                                |
| 1917 – ca. 1923 | Model B 19,60 HP | 1,0 / 915             | R4 Continental     | 30 bhp       | 130 / 3302       | Timken-Hinterachse                                                                                |
| 1917 – ca. 1923 | Model C 32,4 HP  | 3,5 / 3175            | R4 Continental     | 48 bhp       | 168 / 4267       | Timken-Hinterachse                                                                                |
| 1924 – ca. 1931 | Flyer            | 1,0 / 907             | R4 Continental S-4 |              | 130 / 3302       | [ 1 ]                                                                                             |
| 1924 – ca. 1931 | Model 20L        | 1,5 / 1360            | R4 Continental 8R  |              | 136 / 3454       | [ 1 ]                                                                                             |
| 1924 – ca. 1931 | Model 40         | 2,0 / 1815            | R4 Continental J-4 |              | 141 / 3581       | [ 1 ]                                                                                             |
| 1924 – ca. 1931 | Model 40L        | 2,0 / 1815            | R4 Continental K-4 |              | 147 / 3734       | [ 1 ]                                                                                             |
| 1924 – ca. 1931 | Model K          | 3,0 / 2720            | R4 Continental 6B  |              | 200 / 5080       | [ 1 ]                                                                                             |
| 1924 – ca. 1931 | Model 60         | 3,0 / 2720            | R4 Continental K-4 |              |                  | [ 1 ]                                                                                             |
| 1924 – ca. 1931 | Model 60L        | 3,0 / 2720            | R4 Continental L-4 |              |                  | [ 1 ]                                                                                             |
| 1924 – ca. 1931 | Model 90         | 4,0 / 3630            | R4 Continental L-4 |              |                  | Die Nutzlast ist nur indirekt belegt.                                                             |
| 1919 – ca. 1931 | Model 90L        | 5,0 / 4530            | R4 Continental B-5 |              |                  | Ein Fünftonner ist durch eine Anzeige von 1919 nachweisbar. Die Nutzlast ist nur indirekt belegt. |
| 1925–1926       | Model 125        | 6,0 / 5440            | R4 Continental B-5 |              |                  | [ 1 ] [ 9 ]                                                                                       |

### Acme-Zugmaschinen
| Modelljahr      | Modell    | Motor Hersteller   | Anhängelast        | Bemerkungen |
| --------------- | --------- | ------------------ | ------------------ | ----------- |
| 1924 – ca. 1931 | Model 40  | R4 Continental J-4 |                    | [ 1 ]       |
| 1924 – ca. 1931 | Model 40L | R4 Continental K-4 |                    | [ 1 ]       |
| 1924 – ca. 1931 | Model 60  | R4 Continental K-4 |                    | [ 1 ]       |
| 1924 – ca. 1931 | Model 60L | R4 Continental L-4 |                    | [ 1 ]       |
| 1924 – ca. 1931 | Model 90  | R4 Continental L-4 |                    | [ 1 ]       |
| 1924 – ca. 1931 | Model 90L | R4 Continental B-5 |                    | [ 1 ]       |
| 1925 – ca. 1931 | Model 125 | R4 Continental B-5 |                    | [ 1 ]       |
| 1927 – ca. 1931 |           | R6 Continental     | 7,5 sh.tn. 6803 kg | [ 1 ]       |